# Pohřebiště albánských panovníků

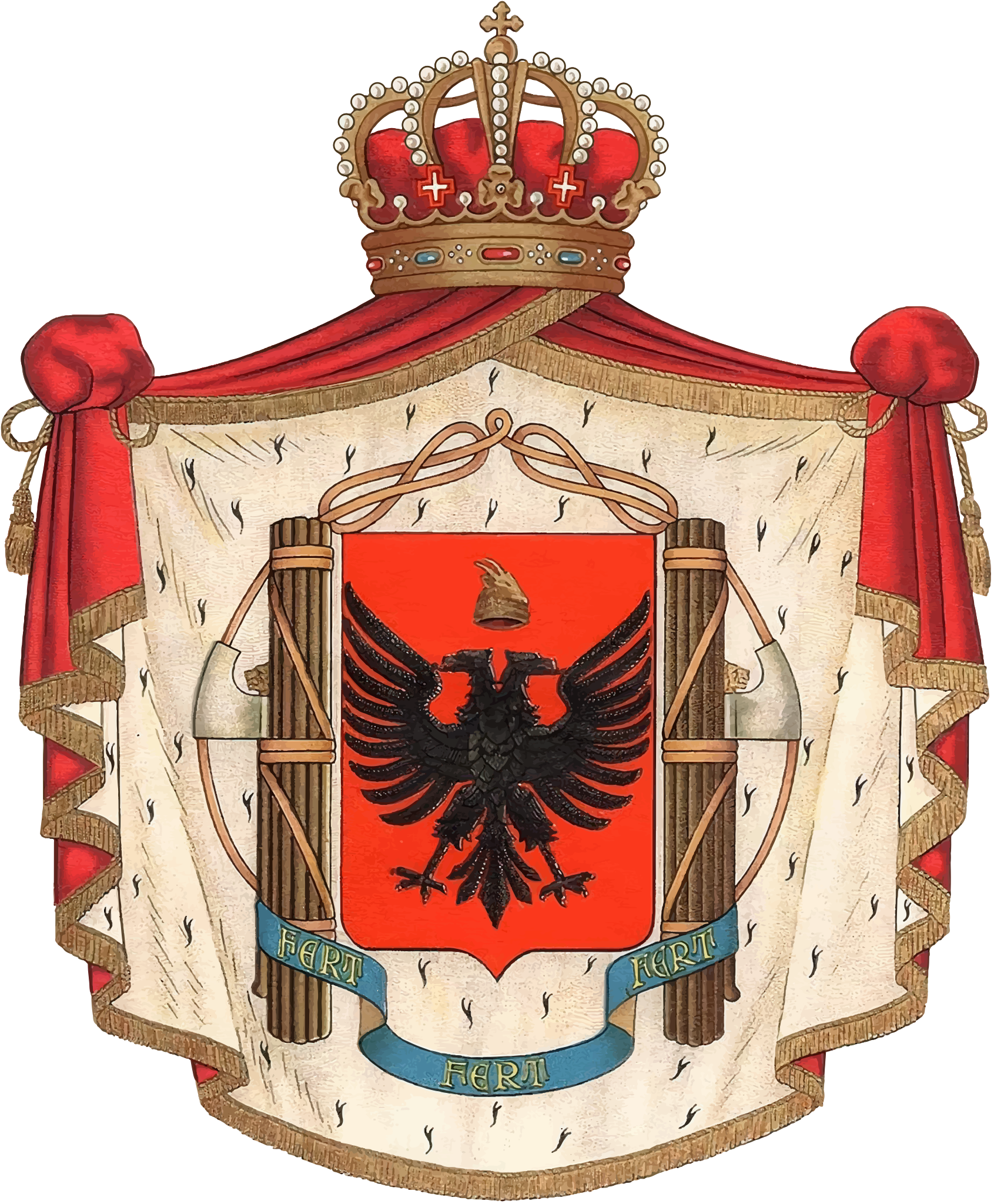
Znak Albánského království

Toto je seznam panovníků Albánského království, které existovalo v letech 1928 až 1943 (1939 až 1943 v personální unii s Itálií)
| Jméno                            | Doba života | Místo pohřbení                                           |
| -------------------------------- | ----------- | -------------------------------------------------------- |
| král Zog I.                      | 1895–1961   | Cimetière parisien v Thiais, Val-de-Marne, Île-de-France |
| Geraldine Apponyi de Nagy-Appony | 1915–2002   | Hřbitov Sharra v Tiraně                                  |